# Аналия Гаде
Мария Эстер Горостиса Родригес (исп. María Esther Gorostiza Rodríguez, 28 октября 1931, Кордова — 18 мая 2019, Мадрид), более известная под своим сценическим псевдонимом Аналия Гаде (исп. Analía Gadé) — актриса испано-аргентинского происхождения, прожившая в Испании последние 63 года своей жизни.

## Биография
Аналия, родом из басков по отцовской линии, в 1948 году выиграла конкурс красоты, организованный программой «Radiolandia», призом которого стало появление в фильме «Гремучая змея» (исп. La serpiente de cascabel). Всего через два года состоялся её театральный дебют.
Затем она основала собственную компанию вместе со своим мужем (с 1949 года) Хуаном Карлосом Торри (Торронтеги), с которым в итоге развелась. Сочувствующая перонизму, она будет подвергаться преследованиям во время режима Педро Эухенио Арамбуру, за что ей пришлось отправиться в изгнание. В 1956 году она приезжает в Испанию и начинает работать в кино и театре, в это же время её связывают романтические отношения с актёром и режиссёром Фернандо Фернаном Гомесом.
На этом этапе она совмещал свои появления в фильмах, снятых Фернаном Гомесом (самой известной из этих картин была «Жизнь впереди»), с романтическими комедиями, такими как «Девушки в голубом» (1957) Педро Лазаги или «Маленькая девочка из Вальядолида» (1958) Луиса Сезара Амадори. В 1961 году она участвовала в фильме Кристиана-Жака «Мадам Беспечность», где общалась с Софи Лорен.
В то время она также дебютировала как телеведущая в телекомпании TVE, в передаче Analía Gadé nos cuenta (1961—1962). Начиная с 1970-х годов она делал выбор в пользу драматических фильмов, чтобы наконец сосредоточить свою карьеру на театре, и лишь отчасти на телевидении: «Сеньора Гарсиа признаётся» (1976) с Адольфо Марсильяком; «В отношениях и нет» (1994), с Линой Морган, и «Кармен и семья» (1996), с Беатрис Карвахаль.
В 1979 году она вернулась в Аргентину, чтобы вести телепрограмму «En casa de Analía».
Она была младшей сестрой Карлоса Горостисы (1920—2016), аргентинского драматурга, писателя и режиссёра, а также министра культуры во время правления Рауля Альфонсина.
Она умерла в городе Мадриде (Испания) 18 мая 2019 года в возрасте 87 лет, став жертвой рака, которым страдала на протяжении трёх лет.